# José Martínez Sánchez
José Martínez Sánchez (Ceuta, 11. ožujka 1945.), poznatiji kao Pirri, je bivši španjolski nogometaš koji je najpoznatiji po svojim igrama u dresu madridskog Reala.

## Klupska karijera
Profesionalnu karijeru je započeo u Granadi gdje igra samo godinu dana, a onda prelazi u redove diva iz Madrida, tj. Real.
Za Real je igrao 15 sezona i s njim osvojio deset španjolskih prvenstava, četiri Kupa kralja i jednu Ligu prvaka. Šesti je Realov strijelac svih vremena (računajući i neslužbene utakmice). Poslije Reala odlazi u meksičku Pueblu. Bio je dio Realove legendarne generacije, poznate kao Yé-yé.
Nakon što je "objesio kopačke o klin" postao je liječnik te se pridružio Realovom stožeru.

## Reprezentativna karijera
Za španjolsku reprezentaciju nastupio je 41 put i postigao 16 pogodaka. Njegov prvi pogodak bio je na utakmici između Španjolske i Argentine 13. srpnja 1966. Utakmica je završila 2-1 pobjedom Španjolaca.

## Uspjesi

### Real Madrid
- La Liga (10): 1965., 1967., 1968., 1969., 1972., 1975., 1976., 1978., 1979., 1980.
- Kup kralja (4): 1970., 1974., 1975., 1980.
- Liga prvaka (1): 1966.

## Vanjske poveznice
- BDFutbol profile
- National team data
- MedioTiempo profile
- Real Madrid archives
- International appearances